# Řečice (Žďár nad Sázavou)
Řečice é uma comuna checa localizada na região de Vysočina, distrito de Žďár nad Sázavou.